# Schloß Friedstein
Schloß Friedstein är ett slott i Österrike.   Det ligger i distriktet Liezen och förbundslandet Steiermark, i den centrala delen av landet, 180 km väster om huvudstaden Wien. Schloß Friedstein ligger 1 107 meter över havet.
Terrängen runt Schloß Friedstein är bergig västerut, men österut är den kuperad. Terrängen runt Schloß Friedstein sluttar söderut. Närmaste större samhälle är Liezen, 8,9 km öster om Schloß Friedstein. 
I omgivningarna runt Schloß Friedstein växer i huvudsak blandskog. Runt Schloß Friedstein är det ganska glesbefolkat, med 25 invånare per kvadratkilometer.